# Grenade, Haute-Garonne
Grenade (occitanska: Granada) är en kommun i departementet Haute-Garonne i regionen Occitanien i södra Frankrike. Kommunen ligger i kantonen Grenade som tillhör arrondissementet Toulouse. År 2022 hade Grenade 9 039 invånare.

## Befolkningsutveckling
Antalet invånare i kommunen Grenade
Referens:INSEE